# Ichneumon compar
Ichneumon compar är en stekelart som beskrevs av Cresson 1877. Ichneumon compar ingår i släktet Ichneumon och familjen brokparasitsteklar. Inga underarter finns listade i Catalogue of Life.